# Avenida Carandaí

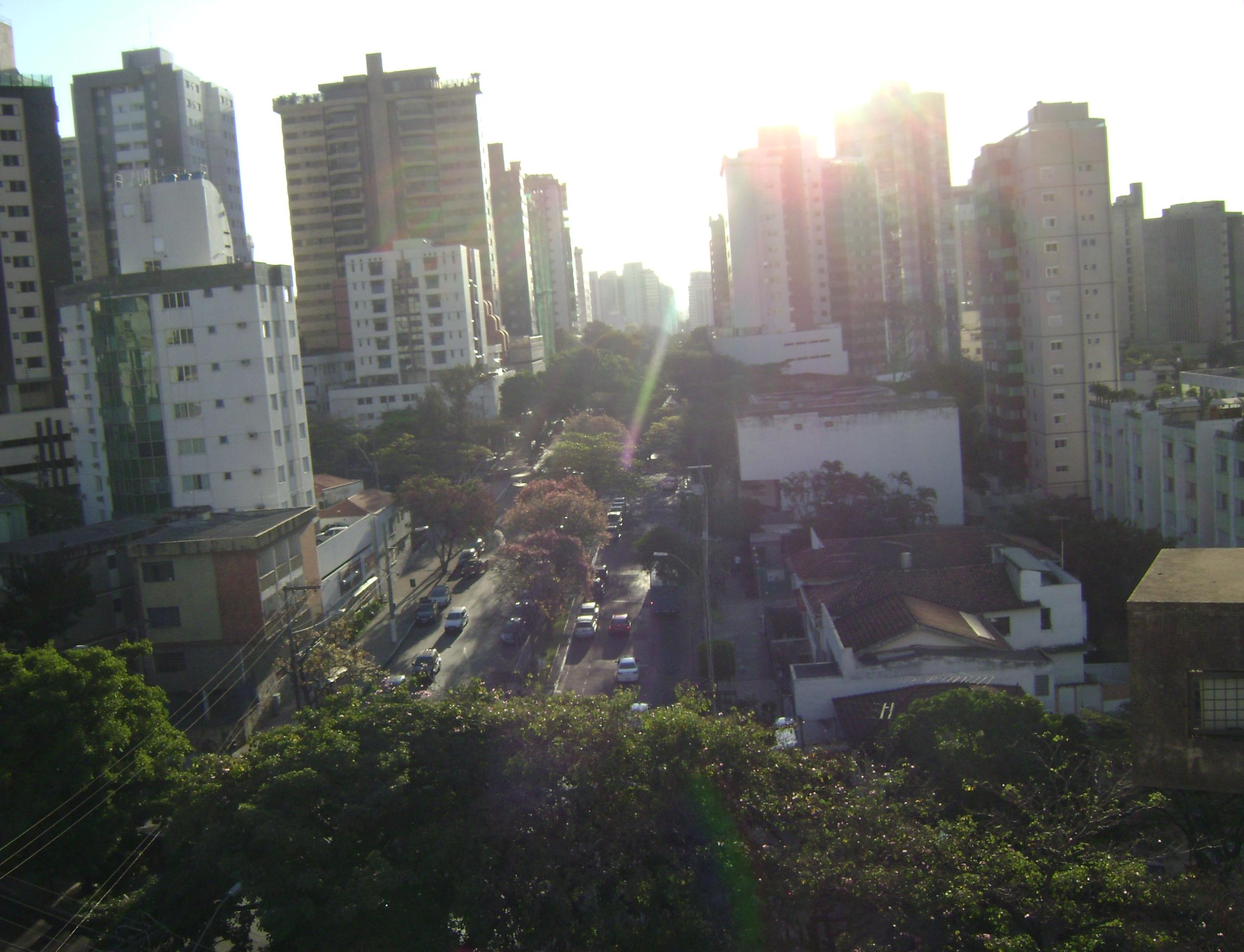
Avenida vista de um edifício.

A Avenida Carandaí é uma avenida localizada na região central de Belo Horizonte, em Minas Gerais, Brasil.
Inicia-se na avenida Afonso Pena e termina na avenida do Contorno.. Em um curto trecho, utiliza a mão inglesa, ao invés da tradicional mão francesa utilizada no Brasil.

## Patrimônio histórico e natural
Ao longo da avenida estão localizados três bens culturais tombados pelo Instituto Estadual do Patrimônio Histórico e Artístico de Minas Gerais: o Parque Municipal Américo Renné Giannetti, o Instituto de Educação de Minas Gerais e a Igreja do Sagrado Coração de Jesus.
O conjunto urbanístico formado pelas avenidas Carandaí e Alfredo Balena integra a lista de bens protegidos em Belo Horizonte. Essa lista reúne aqueles bens culturais cuja importância é reconhecida no contexto histórico do município.